# Павловичи
Павловичи (на босненски: Pavlović), също Раденовичи/Радиновичи, е средновековен босненски знатен род, чиито потомци живеят в Хърватия. От този род е и една от босненските кралици, Куява Радинович, съпруга на крал Остоя Котроманич.
През различните епохи родът е известен с различни имена. Предците на Павловичи са свързани с рода Кристич, живели в района на крепостта Бобовац. По-късно родът получава името Яблановичи по названието на имението им Ябланград или Ябланица. Наричани са и Кръстило като под това име са посочени като князе на Попово поле, Требине и Конавле.
Родът се замогва по време на управлението на бан Твръдко I - към 1380 г. на служба при бана са споменати войводата Раден Ябланович и синът му Павле Раденович, по чието име именно родът започва да се нарича Павловичи. Земите на Павле Раденович са в източна и централна Босна, а седалището му е крепостта Борац в каньона на река Прача. Павле Раденович основава и града Павловац. След неговото убийство през 1415 г. е наследен от синовете си Петър Павлович I и Радослав.
През 1441 г. Радослав Павлович умира и е наследен от най-големия си син Иваниш Павлович. Иваниш доживява едва до 27-годишна възраст и умира без да остави потомство, като е наследен от братята си Петър II Павлович и Никола Павлович. Нито един от двамата не оцелява при покоряването на Босна от турците през 1463 г. След настаняването си тук османците основават град Сараево в някогашните владения на Павловичи.
Има данни обаче, че един потомък на Павловичи все пак е оцелял - някой Обрад Павлович, който заедно с майка си след 1463 г. бяга в Дубровник, а след това се установява в Макарска ривиера. В края на XVIII в. е съставено родословно дърво на рода на база църковните регистри на папа Пий II, документи на Мавро Орбини и аналите „Anali di Giacamo di Pietro Luccari Nobilo Ragusino“. Според тези източници представителите на рода впоследствие се разселват из Херцеговина, в централната и южна част на Далмация и по далматинските острови. Един от потомците, Матия Павлович-Лучич, е сред местните князе в Макарска ривиера, които през 1647 г. подписват предаването ѝ на Венеция и е титулуван от венецианците именно като „conte“ (княз). Друг представител на рода е Юрай Павлович воювал срещу османците, починал през 1680 г. Братята му са капитан Иван Павлович (също сражавал се с турците, починал 1686 г.), Илия и Никола. Следващият с името Юрай Павлович е роден през 1686 г. и след като се жени за Виктория, дъщерята на Карло Фонтана от Милано, прибавя към фамилията си и името Фонтана. Неговите внуци вече се назовават Павлович-Фонтана, а на 29 април 1831 г. получават и потвърждение на благородническата си титла от австрийския император Франц II. Наследниците на рода и до днес живеят в Сплит.